# Brandon Peterson (voetballer)
Brandon Peterson (Kaapstad, 22 september 1994) is een Zuid-Afrikaans voetballer die bij voorkeur als doelman speelt. In 2013 maakte hij zijn debuut voor het eerste team van Ajax Cape Town, waar hij was doorgestroomd vanuit de jeugdopleiding.

## Carrière
Op 3 augustus 2013 maakte Peterson zijn debuut voor Ajax Cape Town. Tegen Golden Arrows speelde hij de volledige wedstrijd.